# The Anthropocene Extinction
The Anthropocene Extinction è il sesto album in studio del gruppo deathgrind statunitense Cattle Decapitation, pubblicato il 7 agosto 2015 dalla Metal Blade Records.

## Tracce
Testi di Travis Ryan, musiche dei Cattle Decapitation.
1. Manufactured Extinct – 4:40
2. The Prophets of Loss – 4:07
3. Plagueborne – 4:58
4. Clandestine Ways (Krokodil Rot) – 4:34
5. Circo Inhumanitas – 4:03
6. The Burden of Seven Billion – 1:23
7. Mammals in Babylon – 4:09
8. Mutual Assured Destruction – 2:42
9. Not Suitable for Life – 3:16
10. Apex Blasphemy – 3:45
11. Ave Exitium – 3:06
12. Pacific Grim – 5:25

Traccia bonus nell'edizione giapponese
1. No Light and No Life – 3:24

Tracce bonus nell'edizione limitata
1. Cannibalistic Invasivorism – 4:00
2. No Light and No Life – 3:24

## Formazione
Gruppo
- Travis Ryan – voce, tastiera; percussioni in Ave Exitium
- Josh Elmore – chitarra
- Dave McGraw – batteria
- Derek Engemann – basso; cori in The Prophets of Loss, tastiera e percussioni in The Burden of Seven Billion

Altri musicisti
- Philip H. Anselmo – voce nell'intro di The Prophets of Loss
- Author & Punisher – intro in Plagueborne
- Jürgen Bartsch – voce parlata in Pacific Grim

## Classifiche
| Classifica (2015)         | Posizione massima |
| ------------------------- | ----------------- |
| Germania                  | 88                |
| Regno Unito (rock)        | 22                |
| Stati Uniti               | 100               |
| Stati Uniti (hard rock)   | 5                 |
| Stati Uniti (independent) | 5                 |
| Stati Uniti (rock)        | 14                |